# لایه بنیادی

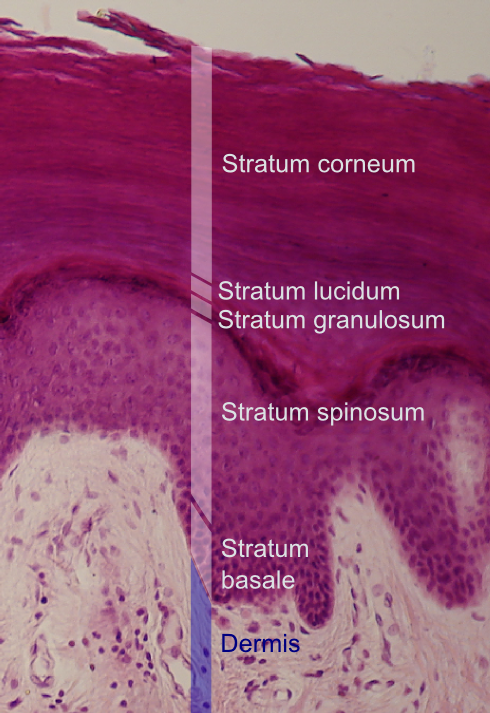
تصویر بافت‌شناسی که بخشی از اپیدرم را نشان می‌دهد. لایه پایه با برچسب نزدیک به پایین

لایه بنیادی (به لاتین: Stratum basale) (لایه پایه‌ای که گاهی به آن لایه جوانه‌ای نیز می‌گویند) عمیق‌ترین لایه از پنج لایه اپیدرم است که پوشش بیرونی پوست در پستانداران است.
لایه بنیادی یک لایه منفرد از سلول‌های بنیادی ستونی یا مکعبی است. سلول‌ها توسط دسموزوم‌ها و همیدزموزوم‌ها به یکدیگر و به سلول‌های لایه خارهای پوشاننده متصل می‌شوند. هسته بزرگ، بیضی‌شکل است و بیشتر سلول را اشغال می‌کند. برخی از سلول‌های بنیادی می‌توانند مانند سلول‌های بنیادی با توانایی تقسیم و تولید سلول‌های جدید عمل کنند و گاهی به آنها سلول‌های بنیادی کراتینوسیت بنیادی می‌گویند. برخی دیگر برای لنگر انداختن پوست کرک اپیدرم (بدون مو) و اپیدرم پرولیفراتیو (از یک بیماری پوستی) استفاده می‌شوند.
آنها تقسیم می‌شوند و کراتینوسیت‌های لایه خاردار را تشکیل می‌دهند که به صورت سطحی مهاجرت می‌کنند. انواع دیگر سلول‌های موجود در لایه بنیادی شامل ملانوسیت‌ها (سلول‌های تولیدکننده رنگدانه) و سلول‌های مرکل (گیرنده‌های لمسی) هستند.